# Leucothyreus trichurus
Leucothyreus trichurus är en skalbaggsart som beskrevs av Ohaus 1917. Leucothyreus trichurus ingår i släktet Leucothyreus och familjen Rutelidae. Inga underarter finns listade i Catalogue of Life.